# The Spirit of '43
The Spirit of '43 è un film del 1943 diretto da Jack King. È un cortometraggio animato di propaganda per la seconda guerra mondiale, creato da Walt Disney nel 1942 e diffuso il 7 gennaio 1943.  Il film è stato prodotto per il governo degli Stati Uniti con il fine di sensibilizzare gli americani a mettere da parte i soldi per pagare le tasse sul reddito per sostenere i costi della guerra. Il motto del film era Taxes...To Defeat the Axis ("Tasse... per sconfiggere l'Asse"). Il cartone è nel pubblico dominio.
Nel corto compare un papero scozzese che prefigura il personaggio di Paperon de' Paperoni, che il co-sceneggiatore Carl Barks introdurrà quattro anni dopo nella storia a fumetti Il Natale di Paperino sul Monte Orso.

## Trama
In questa storia, Paperino si vede diviso tra due parti della sua personalità radicalmente opposte: il thrifty saver (parsimonioso risparmiatore) e lo spendthrift (spendaccione). L'una vorrebbe invitarlo a risparmiare soldi per pagare le tasse, l'altra lo incentiva a spendere.
Le due anime, incarnate da un anziano papero scozzese con occhialini e basette (per la parte parsimoniosa) e da un papero giovane con abito elegante a vita alta (per la parte spendacciona), finiscono per scontrarsi a vicenda, mettendo in mezzo Paperino, che non sa da che parte stare. In un colpo finale, le due anime vengono sbalzate da due parti opposte. L'anima spendacciona finisce contro la porta d'ingresso di un locale che, richiudendosi, assume la forma di una svastica, l'anima parsimoniosa, invece, viene sbalzata contro un muro che, scrostandosi, mette in luce una bandiera a stelle e strisce.
A questo punto, Paperino non ha più dubbi su chi scegliere, si avvicina all'anima spendacciona, che ormai lascia intravedere dei baffetti, simili a quelli di Hitler, sul becco, la scaccia via e corre a pagare le tasse.